# Парквуд (Вашингтон)
Парквуд (енгл. Parkwood) насељено је место без административног статуса у америчкој савезној држави Вашингтон.

## Демографија
По попису из 2010. године број становника је 7.126, што је 87 (-1,2%) становника мање него 2000. године.
| Група             | 2000.         | 2010.         |
| Белци             | 5.918 (82,0%) | 5.622 (78,9%) |
| Афроамериканци    | 182 (2,5%)    | 175 (2,5%)    |
| Азијати           | 313 (4,3%)    | 298 (4,2%)    |
| Хиспаноамериканци | 312 (4,3%)    | 447 (6,3%)    |
| Укупно            | 7.213         | 7.126         |